# Soft grunge

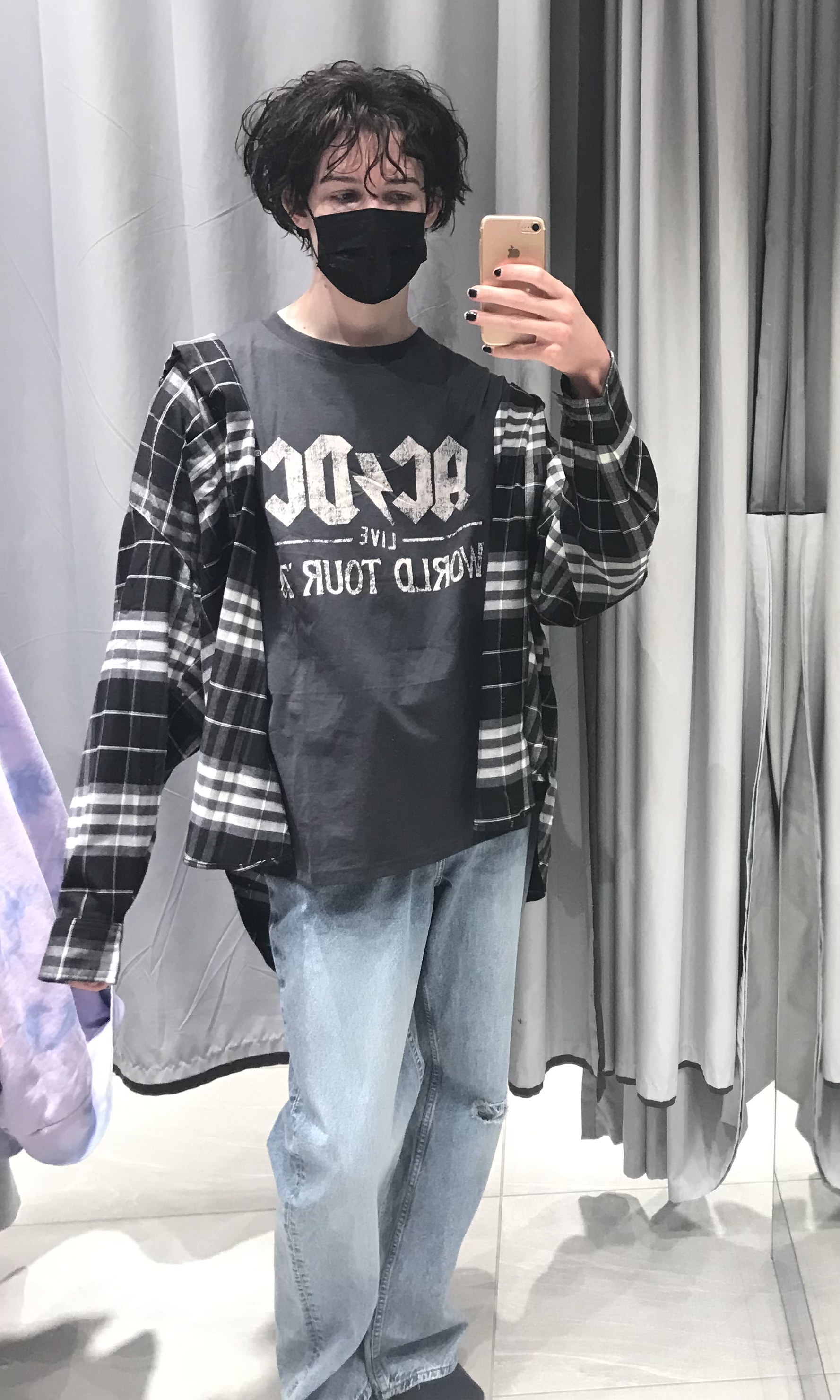
El soft grunge resurgió a principios de la década de 2020.

El soft grunge o tumblr grunge es una corriente de moda que se originó en el sitio de blogs Tumblr, y es una modernización del estilo Grunge de la década de los 90, que también incorpora elementos de la subcultura contemporánea gótica.

## Historia
El soft grunge apareció en Tumblr alrededor del 2010, y cobró bastante fuerza a mediados de la década (2015-2016).
La revista iD citó el estilo como influyente tanto en los estilos de moda e-girl como en VSCO girl, que se originaron a finales de la década de 2010.

## Características de la moda
Algunos rasgos del soft grunge incluyen el uso de tachuelas, zapatos deportivos con plataforma, patrones florales, franela (en camisas y blusas), zapatos estilo Jeffrey Campbell y cruces invertidas.
Ejemplos de artistas implicados con el soft grunge o pastel goth son Lana Del Rey, Nirvana, y Soundgarden.